# 上砂镇
上砂镇，是中华人民共和国广东省揭阳市揭西县下辖的一个乡镇级行政单位。
鎮內以莊姓為主，以莊伯富、莊伯興、莊伯成系人口最多。上砂僅兩條外姓村。

上砂原為鄉級行政區，現已升格為鎮級行政區。

## 行政区划
上砂镇下辖以下地区：
社前社区、上山村、上林村、汤輋村、龙门村、上联村、下联村、新东村、联东村、径心村、联中村、活动村、新岭村、三水村、双丰村、美丰村、古塘村、竹苏村、北湖村、活西村、新丰村、红星村和径上村。

## 名人
- 陳莊氏，莊舉珍之女，陳嘉庚繼母。